# Bambusa wenchouensis
Bambusa wenchouensis là một loài thực vật có hoa trong họ Hòa thảo. Loài này được (T.H.Wen) Keng f. ex Q.F.Zheng, Y.M.Lin mô tả khoa học đầu tiên năm 1995.